# Saison 1950-1951 des Canadiens de Montréal
Autres saisons
Saison précédente Saison suivante
La saison 1950-1951 de hockey sur glace est la quarante-et-deuxième saison que jouent les Canadiens de Montréal. Ils évoluent alors dans la Ligue nationale de hockey et finissent à la troisième place au classement de la saison régulière.

## Saison régulière

### Classements finaux
En gras et en couleurs les franchises qualifiées pour les séries éliminatoires.

|                        | PJ | V  | D  | N  | Pts | BP  | BC  | Pun |
| ---------------------- | -- | -- | -- | -- | --- | --- | --- | --- |
| Red Wings de Détroit   | 70 | 44 | 13 | 13 | 101 | 236 | 139 | 566 |
| Maple Leafs de Toronto | 70 | 41 | 16 | 13 | 95  | 212 | 138 | 823 |
| Canadiens de Montréal  | 70 | 25 | 30 | 15 | 65  | 173 | 184 | 835 |
| Bruins de Boston       | 70 | 22 | 30 | 18 | 62  | 178 | 197 | 656 |
| Rangers de New York    | 70 | 20 | 29 | 21 | 61  | 169 | 201 | 774 |
| Black Hawks de Chicago | 70 | 13 | 47 | 10 | 36  | 171 | 280 | 615 |

## Match après match

### Octobre
| No | Date       | Visiteur               | Score | Domicile              | Fiche | Pts |
| -- | ---------- | ---------------------- | ----- | --------------------- | ----- | --- |
| 1  | 12 octobre | Black Hawks de Chicago | 3-3   | Les Canadiens         | 0-0-1 | 1   |
| 2  | 14 octobre | Bruins de Boston       | 1-1   | Les Canadiens         | 0-0-2 | 2   |
| 3  | 15 octobre | Les Canadiens          | 2-1   | Bruins de Boston      | 1-0-2 | 4   |
| 4  | 19 octobre | Rangers de New York    | 0-4   | Les Canadiens         | 2-0-2 | 6   |
| 5  | 21 octobre | Red Wings de Détroit   | 0-2   | Les Canadiens         | 3-0-2 | 8   |
| 6  | 22 octobre | Les Canadiens          | 2-3   | Red Wings de Détroit  | 3-1-2 | 8   |
| 7  | 26 octobre | Les Canadiens          | 1-5   | Blackhawks de Chicago | 3-2-2 | 8   |
| 8  | 28 octobre | Rangers de New York    | 1-5   | Les Canadiens         | 4-2-2 | 10  |
| 9  | 29 octobre | Les Canadiens          | 2-2   | Rangers de New York   | 4-2-3 | 11  |

### Novembre
| No | Date         | Visiteur               | Score | Domicile               | Fiche | Pts |
| -- | ------------ | ---------------------- | ----- | ---------------------- | ----- | --- |
| 10 | 1er novembre | Les Canadiens          | 3-5   | Maple Leafs de Toronto | 4-3-3 | 11  |
| 11 | 2 novembre   | Maple Leafs de Toronto | 2-1   | Canadiens              | 4-4-3 | 11  |
| 12 | 4 novembre   | Bruins de Boston       | 3-2   | Les Canadiens          | 4-5-3 | 11  |
| 13 | 9 novembre   | Les Canadiens          | 1-2   | Blackhawks de Chicago  | 4-6-3 | 11  |
| 14 | 11 novembre  | Rangers de New York    | 1-1   | Les Canadiens          | 4-6-4 | 12  |
| 15 | 12 novembre  | Les Canadiens          | 0-4   | Red Wings de Détroit   | 4-7-4 | 12  |
| 16 | 16 novembre  | Maple Leafs de Toronto | 2-5   | Les Canadiens          | 5-7-4 | 14  |
| 17 | 18 novembre  | Blackhawks de Chicago  | 2-3   | Les Canadiens          | 6-7-4 | 16  |
| 18 | 19 novembre  | Les Canadiens          | 3-0   | Blackhawks de Chicago  | 7-7-4 | 18  |
| 19 | 22 novembre  | Les Canadiens          | 2-3   | Rangers de New York    | 7-8-4 | 18  |
| 20 | 25 novembre  | Les Canadiens          | 1-4   | Maple Leafs de Toronto | 7-9-4 | 18  |
| 21 | 26 novembre  | Les Canadiens          | 3-1   | Bruins de Boston       | 8-9-4 | 20  |
| 22 | 30 novembre  | Maple Leafs de Toronto | 0-0   | Les Canadiens          | 8-9-5 | 21  |

### Décembre
| No | Date        | Visiteur              | Score | Domicile               | Fiche   | Pts |
| -- | ----------- | --------------------- | ----- | ---------------------- | ------- | --- |
| 23 | 2 décembre  | Red Wings de Détroit  | 7-1   | Les Canadiens          | 8-10-5  | 21  |
| 24 | 3 décembre  | Les Canadiens         | 4-1   | Red Wings de Détroit   | 9-10-5  | 23  |
| 25 | 6 décembre  | Les Canadiens         | 1-3   | Maple Leafs de Toronto | 9-11-5  | 23  |
| 26 | 7 décembre  | Bruins de Boston      | 3-0   | Les Canadiens          | 9-12-5  | 23  |
| 27 | 9 décembre  | Blackhawks de Chicago | 5-0   | Les Canadiens          | 9-13-5  | 23  |
| 28 | 10 décembre | Les Canadiens         | 2-5   | Bruins de Boston       | 9-14-5  | 23  |
| 29 | 13 décembre | Les Canadiens         | 2-3   | Rangers de New York    | 9-15-5  | 23  |
| 30 | 16 décembre | Rangers de New York   | 1-1   | Les Canadiens          | 9-15-6  | 24  |
| 31 | 17 décembre | Les Canadiens         | 7-3   | Blackhawks de Chicago  | 10-15-6 | 26  |
| 32 | 20 décembre | Les Canadiens         | 1-6   | Maple Leafs de Toronto | 10-16-6 | 26  |
| 33 | 23 décembre | Red Wings de Détroit  | 4-4   | Les Canadiens          | 10-16-7 | 27  |
| 34 | 28 décembre | Les Canadiens         | 1-8   | Red Wings de Détroit   | 10-17-7 | 27  |
| 35 | 30 décembre | Blackhawks de Chicago | 1-1   | Les Canadiens          | 11-17-7 | 29  |

### Janvier
| No | Date        | Visiteur               | Score | Domicile               | Fiche    | Pts |
| -- | ----------- | ---------------------- | ----- | ---------------------- | -------- | --- |
| 36 | 1er janvier | Les Canadiens          | 3-3   | Blackhawks de Chicago  | 11-17-8  | 30  |
| 37 | 4 janvier   | Bruins de Boston       | 4-2   | Les Canadiens          | 11-18-8  | 30  |
| 38 | 6 janvier   | Red Wings de Détroit   | 2-5   | Les Canadiens          | 12-18-8  | 32  |
| 39 | 10 janvier  | Les Canadiens          | 3-0   | Rangers de New York    | 13-18-8  | 34  |
| 40 | 11 janvier  | Blackhawks de Chicago  | 1-4   | Les Canadiens          | 14-18-8  | 36  |
| 41 | 13 janvier  | Bruins de Boston       | 0-4   | Les Canadiens          | 15-18-8  | 38  |
| 42 | 14 janvier  | Les Canadiens          | 2-3   | Red Wings de Détroit   | 15-19-8  | 39  |
| 43 | 18 janvier  | Maple Leafs de Toronto | 5-2   | Les Canadiens          | 15-20-8  | 39  |
| 44 | 20 janvier  | Rangers de New York    | 2-2   | Les Canadiens          | 15-20-9  | 40  |
| 45 | 21 janvier  | Les Canadiens          | 3-2   | Blackhawks de Chicago  | 16-20-9  | 42  |
| 46 | 24 janvier  | Les Canadiens          | 3-4   | Maple Leafs de Toronto | 16-21-9  | 42  |
| 47 | 27 janvier  | Blackhawks de Chicago  | 2-4   | Les Canadiens          | 17-21-9  | 44  |
| 48 | 28 janvier  | Les Canadiens          | 1-1   | Bruins de Boston       | 17-21-10 | 45  |

### Février
| No | Date        | Visiteur               | Score | Domicile               | Fiche    | Pts |
| -- | ----------- | ---------------------- | ----- | ---------------------- | -------- | --- |
| 49 | 1er février | Maple Leafs de Toronto | 3-1   | Les Canadiens          | 17-22-10 | 45  |
| 50 | 3 février   | Bruins de Boston       | 1-4   | Les Canadiens          | 18-22-10 | 47  |
| 51 | 4 février   | Les Canadiens          | 3-3   | Red Wings de Détroit   | 18-22-11 | 48  |
| 52 | 7 février   | Les Canadiens          | 1-3   | Maple Leafs de Toronto | 18-23-11 | 48  |
| 53 | 10 février  | Les Canadiens          | 0-6   | Bruins de Boston       | 18-24-11 | 48  |
| 54 | 11 février  | Les Canadiens          | 1-3   | Rangers de New York    | 18-25-11 | 48  |
| 55 | 15 février  | Maple Leafs de Toronto | 2-2   | Les Canadiens          | 18-25-12 | 49  |
| 56 | 17 février  | Red Wings de Détroit   | 2-1   | Les Canadiens          | 18-26-12 | 49  |
| 57 | 22 février  | Les Canadiens          | 2-3   | Blackhawks de Chicago  | 18-27-12 | 49  |
| 58 | 24 février  | Rangers de New York    | 2-6   | Les Canadiens          | 19-27-12 | 51  |

### Mars
| No | Date     | Visiteur               | Score | Domicile               | Fiche    | Pts |
| -- | -------- | ---------------------- | ----- | ---------------------- | -------- | --- |
| 59 | 1er mars | Maple Leafs de Toronto | 1-3   | Les Canadiens          | 20-27-12 | 53  |
| 60 | 3 mars   | Red Wings de Détroit   | 3-1   | Les Canadiens          | 20-28-12 | 53  |
| 61 | 4 mars   | Les Canadiens          | 2-2   | Rangers de New York    | 20-28-13 | 54  |
| 62 | 7 mars   | Les Canadiens          | 3-2   | Bruins de Boston       | 21-28-13 | 56  |
| 63 | 10 mars  | Blackhawks de Chicago  | 2-12  | Les Canadiens          | 22-28-13 | 58  |
| 64 | 11 mars  | Les Canadiens          | 5-5   | Rangers de New York    | 22-28-14 | 59  |
| 65 | 15 mars  | Rangers de New York    | 3-5   | Les Canadiens          | 23-28-14 | 61  |
| 66 | 17 mars  | Bruins de Boston       | 1-3   | Les Canadiens          | 24-28-14 | 63  |
| 67 | 18 mars  | Les Canadiens          | 2-2   | Bruins de Boston       | 24-28-15 | 64  |
| 68 | 21 mars  | Les Canadiens          | 0-2   | Maple Leafs de Toronto | 24-29-15 | 64  |
| 69 | 24 mars  | Red Wings de Détroit   | 2-3   | Les Canadiens          | 25-29-15 | 66  |
| 70 | 25 mars  | Les Canadiens          | 0-5   | Red Wings de Détroit   | 25-30-15 | 66  |